# Silvio Livio Rossi
Silvio Livio Rossi, noto anche con lo pseudonimo di Silvio Livio (Mantova, 20 febbraio 1906 – Milano, 20 marzo 2005), è stato un pittore italiano.

## Biografia
Frequenta la Scuola d’Arte di Mantova e inizia l’attività artistica negli anni Venti del ‘900, fin dal principio dividendosi tra la pittura da cavalletto e quella murale.
Trasferitosi a Milano all’inizio degli anni Trenta, partecipa al movimento Futurismo.
Assunto poi il nome d’arte Silvio Livio, firma prevalentemente le opere come Livio.
Frequenta l’Accademia di Belle Arti di Brera, avendo come Maestri Aldo Carpi, Carlo Carrà e Achille Funi, e si diploma in Pittura. Compare nel filmato “Artisti italiani. Una lezione del pittore Achille Funi nell’Accademia di Brera” (Giornale Luce 30/03/1942).
Fino al 1971 insegna all’Accademia di Belle Arti di Brera, inizialmente come Assistente alla Cattedra di Decorazione di Achille Funi, poi di Gianfilippo Usellini.
Esegue pitture murali di grandi dimensioni, come l’affresco della sala di Icaro alla Prima Mostra della Aeronautica nel Palazzo dell’Arte di Milano per ordine del Ministero dell’Aeronautica, la pittura murale alla Mostra Ospedaliera di Roma per ordine dell’Ospedale Maggiore di Milano, entrambi nel 1935, la decorazione di una parete in una sala della nave “Biancamano” nel 1949 e quella nella Sala della Gerusalemme Liberata nel Palazzo della Banca Popolare di Bergamo (poi UBI Banca), realizzata con Achille Funi e Luigi Monti tra il 1951 e il 1952.
Nel 1960 ultima una pittura murale e sei grandi vetrate nella villa del banchiere Giacinto De Toma a Mosciano di Scandicci (FI) e nel 1963 completa un ciclo di vetrate di ampie dimensioni per la Chiesa della Fondazione Girola di Milano (poi Opera Don Gnocchi), inaugurata dal Card. Giovanni Battista Montini (poi Papa Paolo VI) e dal Presidente della Repubblica Antonio Segni.
Nello stesso periodo realizza un mosaico per la Chiesa di Santa Maria del Carmine (Milano).
Dimostrando grande versatilità nella figurazione, dipinge anche un cospicuo numero di quadri, partecipando a varie mostre nazionali ed internazionali e ottenendo diversi premi a partire dagli anni Venti fino all’ultimo decennio del secolo trascorso.
Pur alternando temi figurativi e astratti, influssi futuristi e rappresentazioni classiche, ha mantenuto un carattere costante e indisponibile ai cedimenti alle mode, costituito dalla scelta chiara per una figurazione basata sulla linearità delle forme, sull’importanza delle luci e sull’amore per il mondo reale.
Nel 2019 si è svolto un incontro - dibattito all'Accademia di Belle Arti di Brera sull’opera e la personalità di Silvio Livio Rossi.

## Mostre e Premi
- 1928, Fiera d’Arte Mantovana, Palazzo della Camera di Commercio, Mantova
- 1933, Mostra Provinciale Pittura e Scultura, Palazzo Ducale, Mantova
- 1934, Mostra nazionale d’arte futurista, Galleria Pesaro, Milano
- 1934, Mostra internazionale d’arte futurista, Monaco (Germania)
- 1934, Mostra internazionale d’arte contemporanea, Basilea (Svizzera)
- 1934, Mostra d’arte nazionale, Milano
- 1935/1936/1938/1942, mostre sindacali regionali/provinciali, Milano
- 1937, Mostra sindacale, Palazzo Ducale, Mantova
- 1939, Mostra dei Pittori, Scultori e Incisori Mantovani ‘800 e ‘900, Palazzo Te, Mantova
- 1940/1950, mostre sindacali nazionali, Milano
- 1941, III Mostra Interprovinciale del Sindacato di Belle Arti, Palazzo della Permanente, Milano
- 1945, Personale, Galleria d’Arte Internazionale, Milano
- 1946, Premio Nazionale Matteotti, Milano
- 1947, Premio Nazionale Matteotti, Milano, primo premio
- 1947, Mostra del Gruppo Artistico Mantovano, Palazzo della Ragione, Mantova, primo premio
- 1947, Mostra d’Arte Mantovana, Palazzo della Ragione, Mantova
- 1947, Collettiva, saloni della sede della “Associação Brasileira de Imprensa”, Rio de Janeiro
- 1948, 1ª Mostra Nazionale d’Arte Contemporanea Aprile Milanese, Villa Reale, Milano
- 1949, Premio Città di Melzo, Melzo (MI), premio
- 1949, Mostra Nazionale di Pittura e Scultura Premio Mantova, Palazzo della Ragione, Mantova
- 1950, Mostra nazionale Premio Gallarate, Gallarate (VA)
- 1951, Mostra nazionale “Artisti d’Italia”, Palazzo Reale, Milano
- 1951, Mostra d’arte contemporanea, Asola (MN)
- 1952, Premio Città di Lissone, Lissone (MB), premio acquisto
- 1954, II Mostra di pittura figurativa Premio Città di Desio, Desio (MB), premio
- 1955, Mostra Premio Scipione, Macerata, premio acquisto
- 1955, III Mostra Premio Marzotto, Valdagno (VI), premio acquisto[6]
- 1955, Mostra interprovinciale, Casa del Mantegna, Mantova
- 1955/1956, VII Quadriennale Nazionale d’Arte di Roma, Roma[7]
- 1956, Premio Città di Vittorio Veneto, Vittorio Veneto (TV), premio acquisto
- 1956, Cinquanta Pittori Contemporanei, mostra promossa dall'Ente Provinciale del Turismo, Taranto
- 1957, Mostra Il Fanciullo nell’Arte, Parma, medaglia d’oro
- 1958, III Biennale d’Arte Sacra Contemporanea, Antoniano, Bologna
- 1958, “Premio Michetti”, Francavilla al Mare (CH), premio
- 1958, mostra al Circolo degli Artisti di Albisola Mare, Albissola Marina (SV)
- 1959, Mostra "50 Anni d’Arte a Milano - Dal Divisionismo ad Oggi", Palazzo della Permanente, Milano
- 1959, Mostra “Milano di Oggi e le Città Lombarde attraverso l’Arte”, Palazzo della Permanente, Milano
- 1959, Mostra “I Premio Nazionale Valle Camonica”, Breno (BS), premio
- 1961, “Rassegna di Arti Figurative Mantovane dall’800 ad oggi”, Casa del Mantegna, Mantova
- 1966, Concorso “Legge del 2%” bandito dal Comune di Milano, acquisto
- 1971, Personale, Fondazione Ercole Carcano, Mandello del Lario (LC)
- 1985, Collettiva di Artisti Mantovani, Galleria Andreani, Mantova
- 2019, Antologica “La soglia inquieta della rappresentazione”, Galleria Previtali arte contemporanea, a cura di Elena Pontiggia, Milano[8][9]